# 屠杀白冷的无辜婴孩 (雷尼)
《屠杀白冷的无辜婴孩》是意大利巴洛克画家圭多·雷尼的一幅布面油画，1611 年为博洛尼亚的圣多明我圣殿绘制，现藏于该市的国立博洛尼亚美术馆 。 
这幅画取材于圣经《马太福音》中描述的诸圣婴孩殉道的情节。两名士兵，一名从后方冲向一名尖叫的妇女，抓住她头发，另一名右手拿刀，俯冲向地上的母子，母亲跪在地上，将孩子抱在肩上。另一名母亲抱着孩子向右逃跑，另一位母亲试图用左手阻止士兵，还有一名跪着的妇女在已经被杀的孩子面前，向天空祈祷。
叔本华在《作为意志和表象的世界》中认为，绘画是一种无声的艺术，无声地描绘尖叫是可笑的，雷尼在这幅画中画了六张尖叫的、张开的嘴，是错误的。  